# 阿斯平賈市鎮

41°34′26″N 43°15′22″E / 41.57389°N 43.25611°E
阿斯平賈市鎮，是格魯吉亚南部薩姆茨赫-賈瓦赫蒂大区的市镇，行政中心为阿斯平賈。市镇面積为825平方公里，2014年人口数量为10,372人，人口密度每平方公里13人。